# Der Teufelsfahrer
Der Teufelsfahrer (Originaltitel: Motor Mania) ist ein US-amerikanischer Zeichentrick-Kurzfilm aus dem Jahr 1950 mit der Disney-Figur Goofy in der Hauptrolle. Die Regie übernahm Jack Kinney.

## Inhalt
Mr. Walker (Goofy) ist ein normaler, stets freundlicher und höflicher Bürger. Wenn er seine täglichen Wege auf den Bürgersteigen der Stadt geht, stören ihn jedoch immer wieder die rücksichtslosen Autofahrer, die die Überquerung der Straße nahezu unmöglich machen. Aber sobald Mr. Walker in sein Auto steigt, verwandelt er sich selbst in einen aggressiven Autofahrer namens Mr. Wheeler, der weder auf andere Autofahrer noch auf Fußgänger Rücksicht nimmt. Schließlich verliert er sich so in seinem Geschwindigkeitsrausch, dass er sein Auto in einem Unfall zu Schrott fährt und abgeschleppt werden muss. Der Erzähler belehrt ihn mit der Moral der Geschichte: man sollte sicher fahren und auf die anderen Rücksicht nehmen.
Der Kurzfilm besteht aus einer für die Disney-Filme typischen Aneinanderreihung von Gags, über die ein Erzähler den Kontext zwischen den Szenen erzählt und dabei auf die Moral hin arbeitet. Goofy ist nicht wie in den früheren Cartoons naiv und tollpatschig und als solcher Negativbeispiel in Anleitungsfilmen, sondern er repräsentiert den durchschnittlichen Vorstadt-Amerikaner. Dabei zeige diese Figur, so Flora O’Brian, auch eine düstere Seite des Amerikanischen Traums: Der in den Konventionen des Vorstadtlebens und der technischen Entwicklung gefangene Bürger, der durch Aggression auszubrechen versucht. Der Film zeigt auch Disneys Sicht auf die amerikanische Gesellschaft als geprägt vom Gegensatz des egoistischen Individuums und des sozial Verantwortlichen. Die Moral der Geschichte drängt darauf, dass der Umgang mit Technik in gegenseitiger Rücksichtnahme und menschlicher geschehen muss. Für diese Botschaft werde, so David Thoms und Len Holden, eine der menschlichsten Figuren Disneys in der Rolle des Mr. Wheeler entmenschlicht. Mit ihrem autoritären Ansatz reihe sich der Kurzfilm ein in die „Moral Panic“ der 1950er und 1960er Jahre. Alternativ könne Goofys Verhalten als Widerstand gegen die Gesellschaft der Massenproduktion, zu deren Produkt der Bürger selbst wird, gedeutet werden.
1965 erschienen mit Freewayphobia und Goofy's Freeway zwei Kurzfilme mit der gleichen Botschaft, die jedoch etwas länger sind, weniger der einfachen Gagstruktur folgen und sich aufeinander beziehen.

## Produktion und Veröffentlichung
Der Film entstand bei Walt Disney Animation Studios unter der Regie von Jack Kinney. Das Drehbuch schrieben Dick Kinney und Milt Schaffer. Als Produzent fungierte Walt Disney und die Musik komponierte Paul J. Smith. Die Effekte wurden von Jack Boyd animiert und Claude Coats war für die Hintergründe verantwortlich. Goofy wurde im Original gesprochen von Pinto Colvig und den Erzähler sprach John McLeish.
Am 30. Juni 1950 kam der Film in die US-Kinos. Später erschien er auf VHS und 2002 wurde er von Disney auf DVD veröffentlicht. Im deutschen Fernsehen wurde der Kurzfilm erstmals als Folge 26 der Disney Classic Cartoons ausgestrahlt, am 23. April 1985 durch Das Erste. Es folgten diverse Wiederholungen auch im Rahmen anderer Zusammenstellungen von Disney-Kurzfilmen im deutschen Fernsehen. Auf DVD erschien die deutsche Fassung 2009 als Teil der Sammlung Walt Disney Kostbarkeiten: Goofy's gesammelte Geschichten. Außerhalb des Fernsehens wurde der Film jahrzehntelang zum Beispiel in Fahrschulen gezeigt und erhielt einen Preis, eine Buyer Trophy, für die Förderung der Sicherheit im Straßenverkehr. Auch die US-Army verwendete den Cartoon.